# مهرجان العالم العربي في مونتريال

مهرجان العالم العربي في مونتريال (بالفرنسية Festival du Monde Arabe de Montréal أو FMA) حدث ثقافي بارز يقام سنويا في مونتريال، كيبيك، كندا مكرّس للثقافة والفنون من العالم العربي وعالم الانتشار العربي.
لقد تأسس المهرجان بمبادرة من جوزف نخلة عام 2000 بغرض تشجيع اللقاء والحوار بين الحضارتين العربية والغربية.
برنامج المهرجان متنوع ويتضمن العديد من الفنون من رقص وموسيقى ومسرح وفنون بصرية، وإعلام، وأدب ومختلف الفنون. وكل عام، يختار القائمون على تنظيم المهرجان موضوعا عاما تتم من خلاله البرمجة العامة لنشاطات المهرجان.
- 2000: Journées 2000
- 2001: Tentations
- 2002: ?Vous avez dit arabe
- 2003: Dévoilée
- 2004: Razzias
- 2005: Harem
- 2006: Prophètes rebelles
- 2007: Espace Zéro
- 2008: Liaisons andalouses
- 2009: Mémoires croisées
- 2010: Arabitudes
- 2011: Charabia
- 2012: Utopia
- 2013: Tribales
- 2014: Quinze folies métèques
- 2015: Hilarus Delirus
- 2016: Aurores
- 2017: Les trois' saisons en quart de ton (فصول ثلاثة في ربع مقام)
- 2018: Chants de Mutants: Aux rives de Gibraltar
- 2019: Au midi du monde, 20 ans d'acrobaties
- 2020: Espace 01: Des univers à conquérir
- 2021: Entracte

وللمهرجان أقسام رئيسية أربعة مرافقة: Arts de la scène، صالون الثقافة، السينما، والمدينة.

## وصلات خارجية
- الموقع الرسمي لمهرجان العالم العربي في مونتريال